# آشاغی‌یولاک (بتلیس)
آشاغی‌یولاک (به ترکی استانبولی: Aşağıyolak) یک منطقهٔ مسکونی در ترکیه است که در بیتلیس واقع شده‌است. آشاغی‌یولاک ۲۹ نفر جمعیت دارد.